# Verlag Müller und Schindler

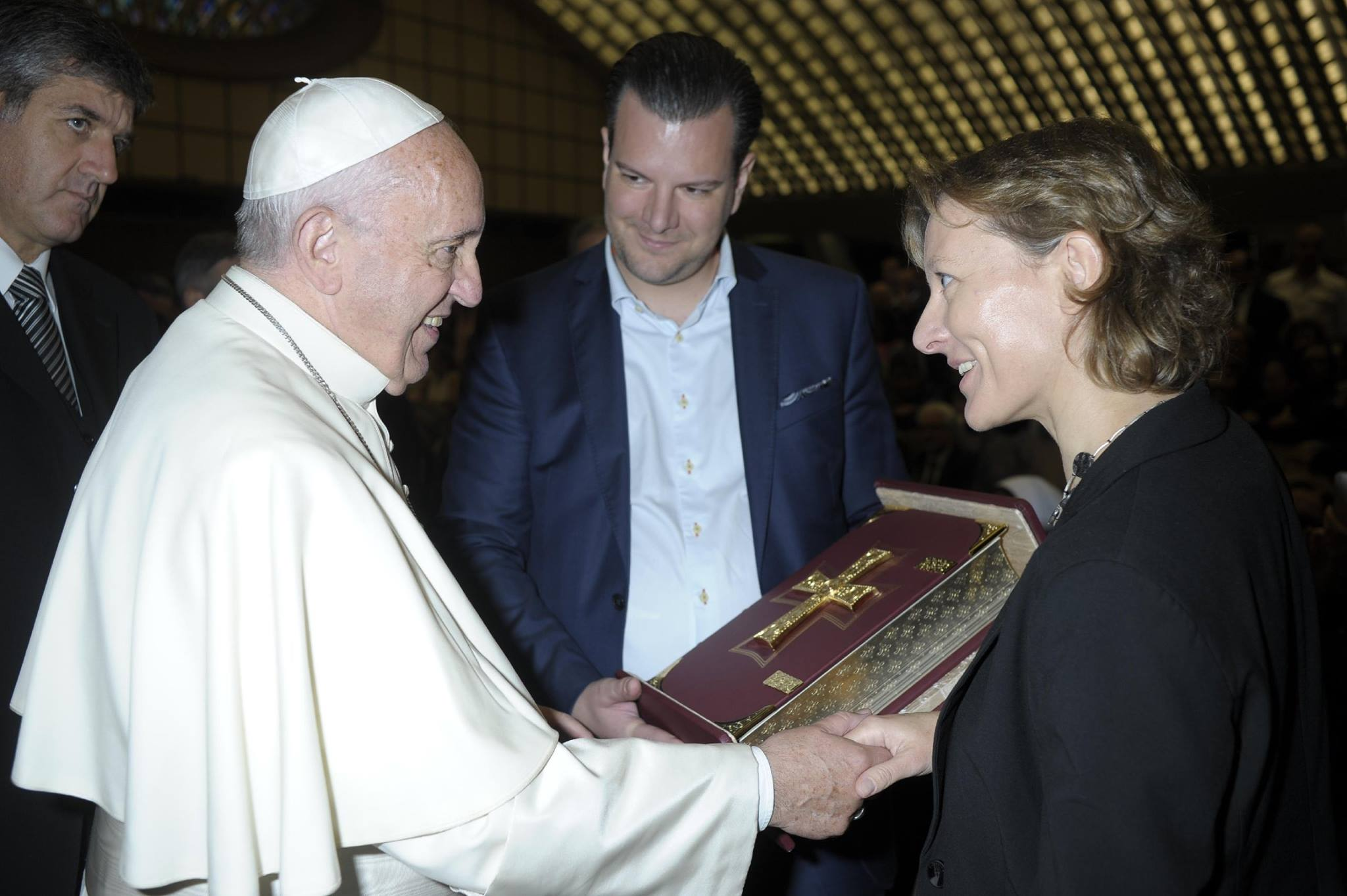
Verlagsleiterin Charlotte Kramer überreicht Papst Franziskus eine Bibelausgabe bei einer Audienz im Jahr 2016

Der Verlag Müller und Schindler wurde 1965 von Rolf Müller gemeinsam mit der Familie Schindler gegründet. Das Anliegen war es, mittelalterliche Handschriften und Inkunabeln sowie frühe topografische und naturwissenschaftliche Drucke zu faksimilieren. Am Beginn dieser Arbeit stand das Nibelungenlied (Handschrift C aus Karlsruhe). Im Jahr 2002 wurde der Verlag von Charlotte Kramer übernommen und der Verlagssitz von Stuttgart nach Simbach am Inn verlegt.
Im Verlauf der Zeit entstand ein Verlagsprogramm mit Faksimiles von Handschriften und frühen Drucken unterschiedlicher Provenienz: Tristan und Isolde, die Weltchronik von Rudolf von Ems, das Evangeliar Ottos III., das Goldene Evangelienbuch von Echternach, die Lambeth-Apokalypse, das Perikopenbuch Heinrichs II., der Albani-Psalter, Christine de Pizans Othea-Brief, die Weltchronik des Rudolf von Ems mit dem Stricker, die Gotische Bilderbibel oder die Heiratsurkunde der Kaiserin Theophanu.
Neben der eigenen Verlagsproduktion realisiert das Haus auch Projekte in Zusammenarbeit mit anderen Verlagen aus dem In- und Ausland. Seit 2017 leitet Kramer auch den Faksimile Verlag.